# Ruta 9 (Urugvaj)
Ruta 9 je državna cesta u Urugvaju koja povezuje dva manja grada: Dr. Francisco Soca na jugu i Chuy na krajnjem istoku Urugvaja, uz brazilsku granicu.
Prema zakonskoj odredbi iz 1975., posvećena je Coronelu Leonardu Oliveri, nacionalnom junaku Urugvaja.
Ukupna duljina ceste od istoka prema zapadu iznosi 274 kilometra (170 milja). Nalazi se u vlasništvu Ministarstva prometa i javnih radova.
Nulti kilometar ceste nalazi se na Trgu Cagancha u četvrti (barrio) Centro u Montevideu.